# Sloup Nejsvětější Trojice (Čimelice)
Morový sloup se sousoším Nejsvětější Trojice  stojí na návsi u kostela Nejsvětější Trojice v Čimelicích. Je chráněn jako nemovitá kulturní památka ČR v památkové zóně.

## Historie
Vznik barokního žulového sousoší je datován do 18. století. Originály soch, pocházející z dílny Jana Karla Hammera, jsou uloženy v depozitu obce Čimelice.
Sochy po stranách podstavce představují svatého Václava, svatého Augustina, svatého Antonína Velkého a svatého Jakuba Většího. U paty sloupu stojí svatý Bonaventura. Podle zdroje Šumava .cz jsou na soklech svatý Václav, svatý Jakub, svatý Ondřej, svatý Augustin. Podle výzkumů Terezy Šikové jsou na soklech svatý Václav, svatý Augustin, svatý Petr, svatý Jakub Mladší a u paty sloupu svatý Jakub Starší.

## Popis
Na soklu s odstupňovanou římsou je postaven hranolový podstavec s římsou, která je uprostřed stěn vyklenutá. K nárožím jsou připojeny sokly s římsami. Na soklech jsou umístěny postavy světců v nadživotní velikosti. Na podstavec uprostřed nasedá hranolová část s projmutými hranami. Na krycí desku této části je postaven sloup se sousoším Nejsvětější Trojice. U paty sloupu stojí socha světce, nad ním je holubice Duch svatý obklopen paprsky. Sloup je ukončen ionizující hlavicí s volutami a okřídlenými hlavičkami andělíčků. Na hlavici dosedá sousoší Nejsvětější Trojice.

## Galerie

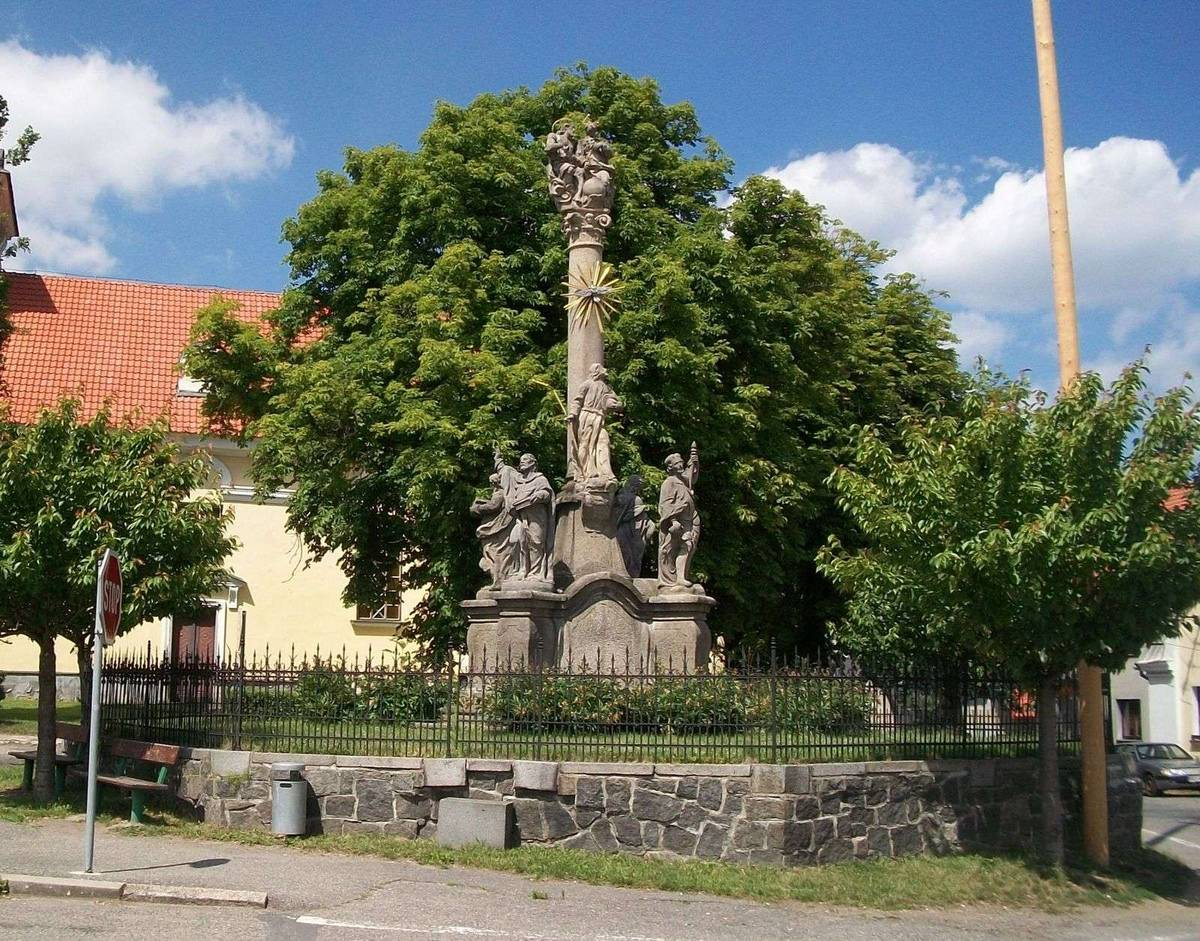
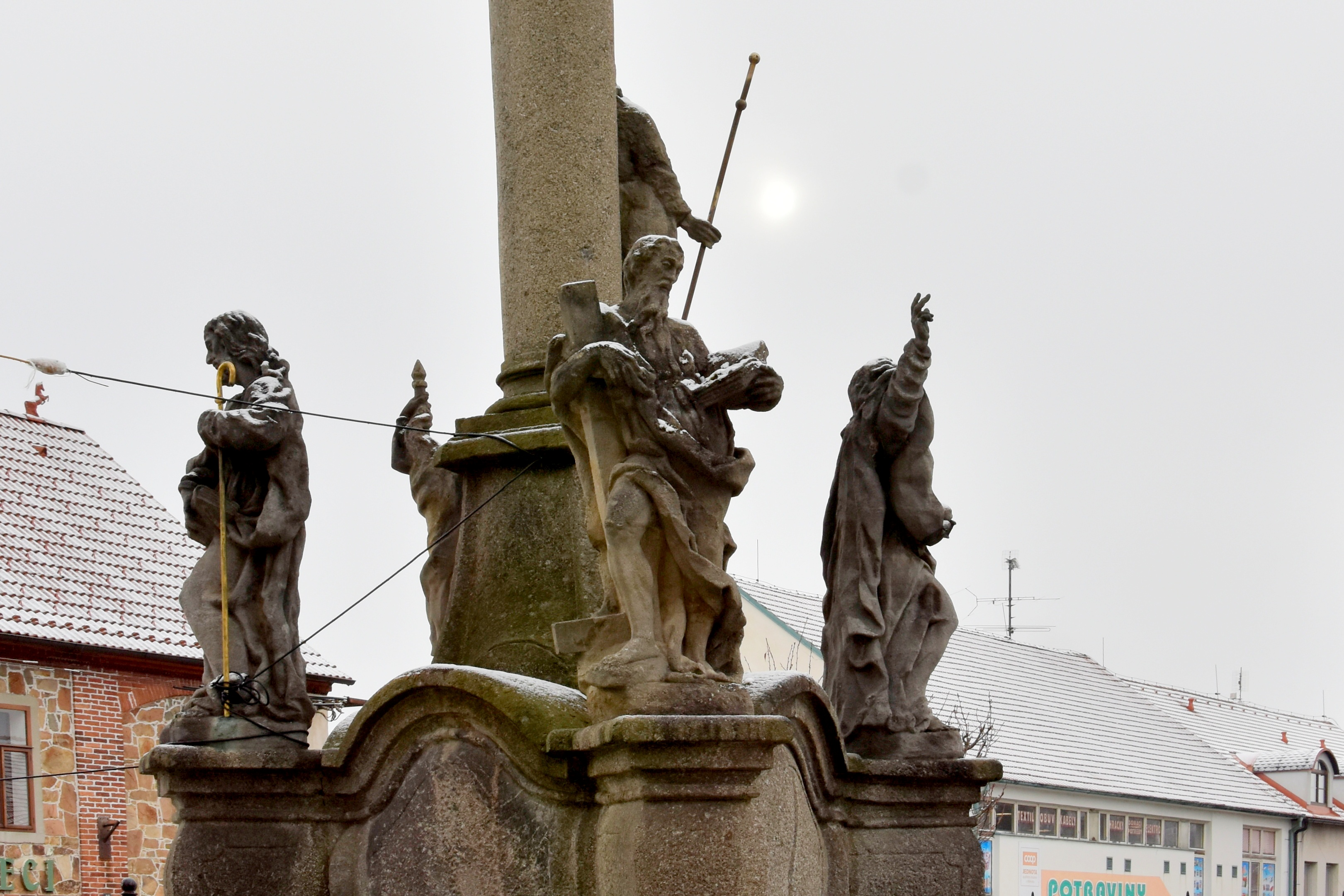
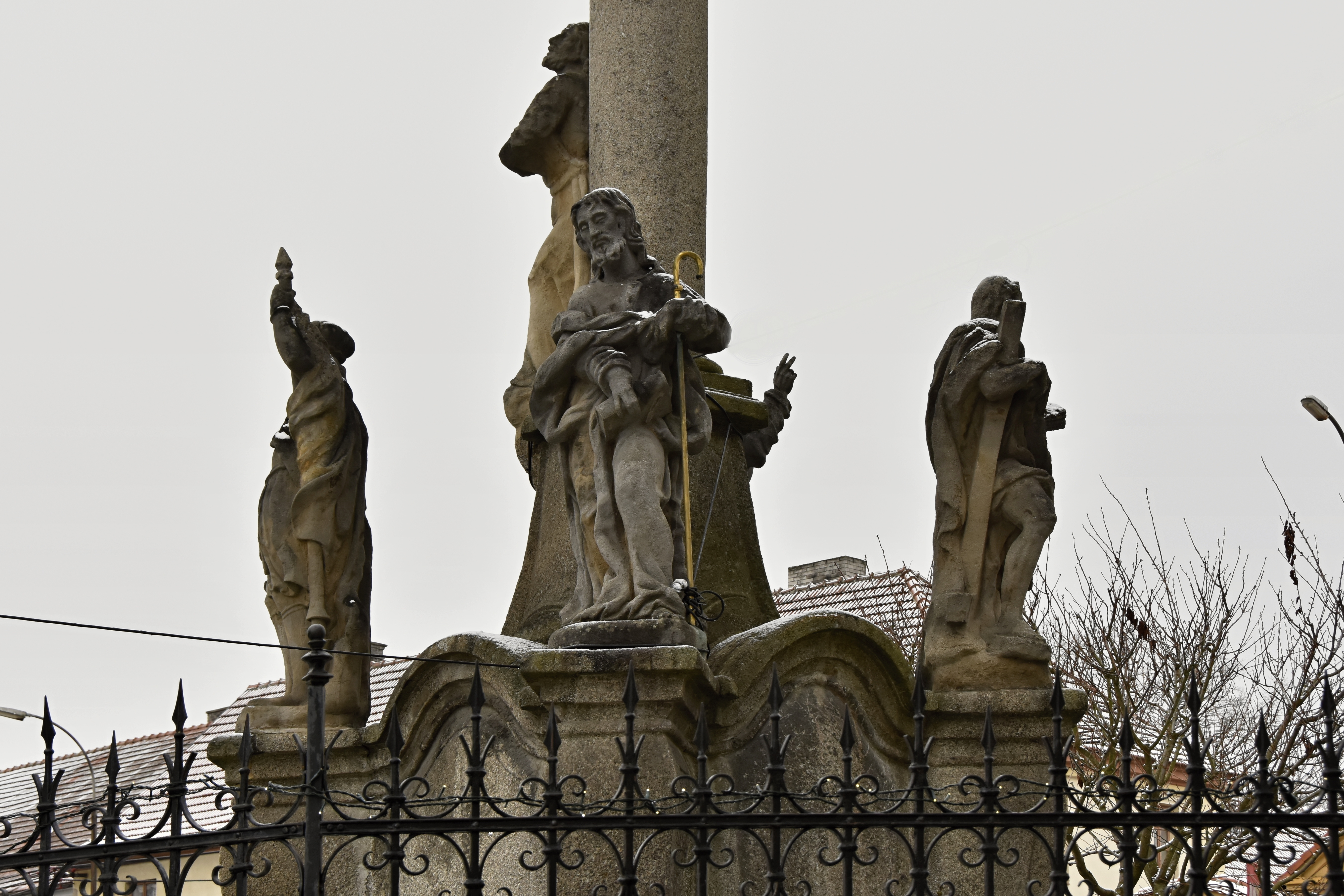
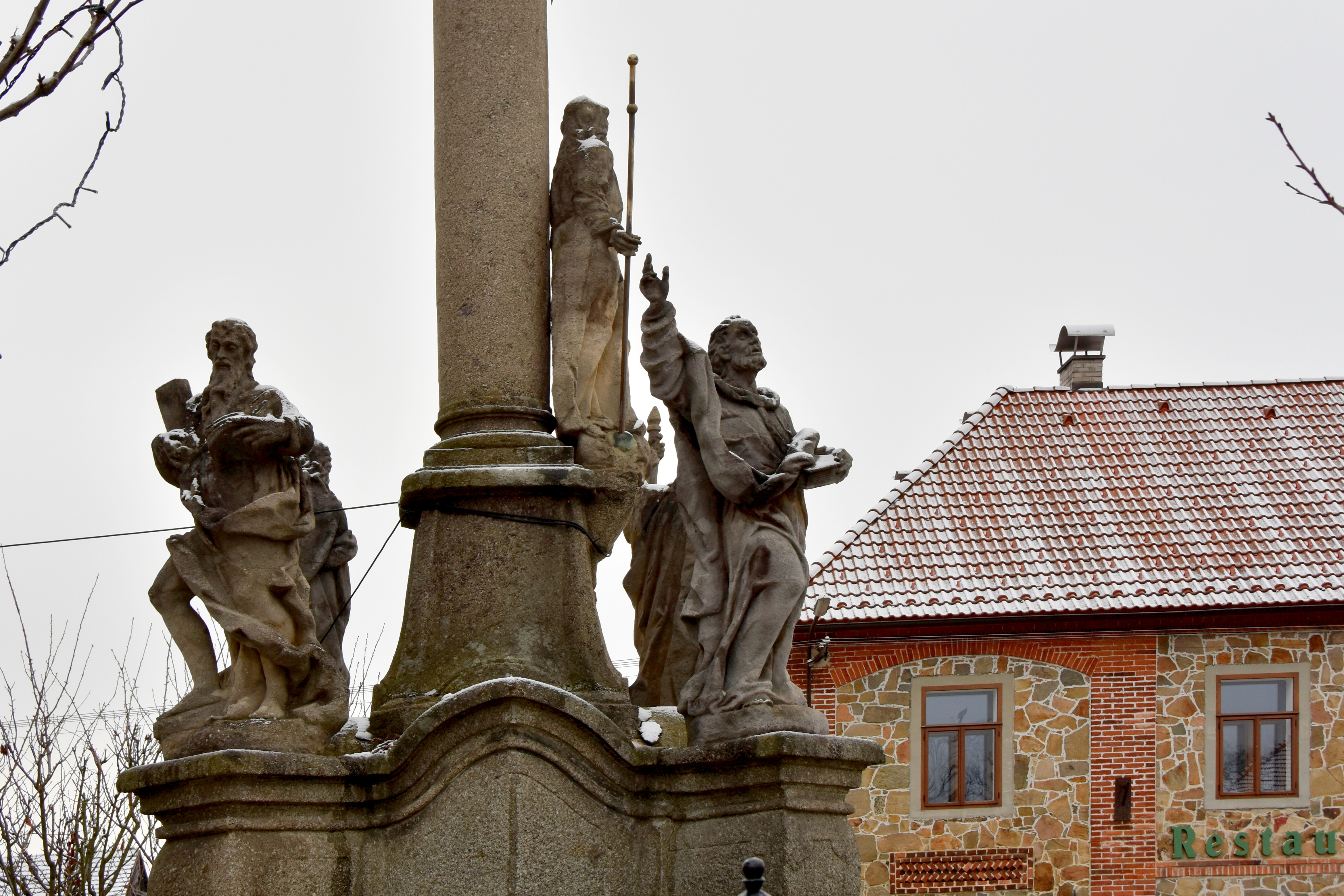
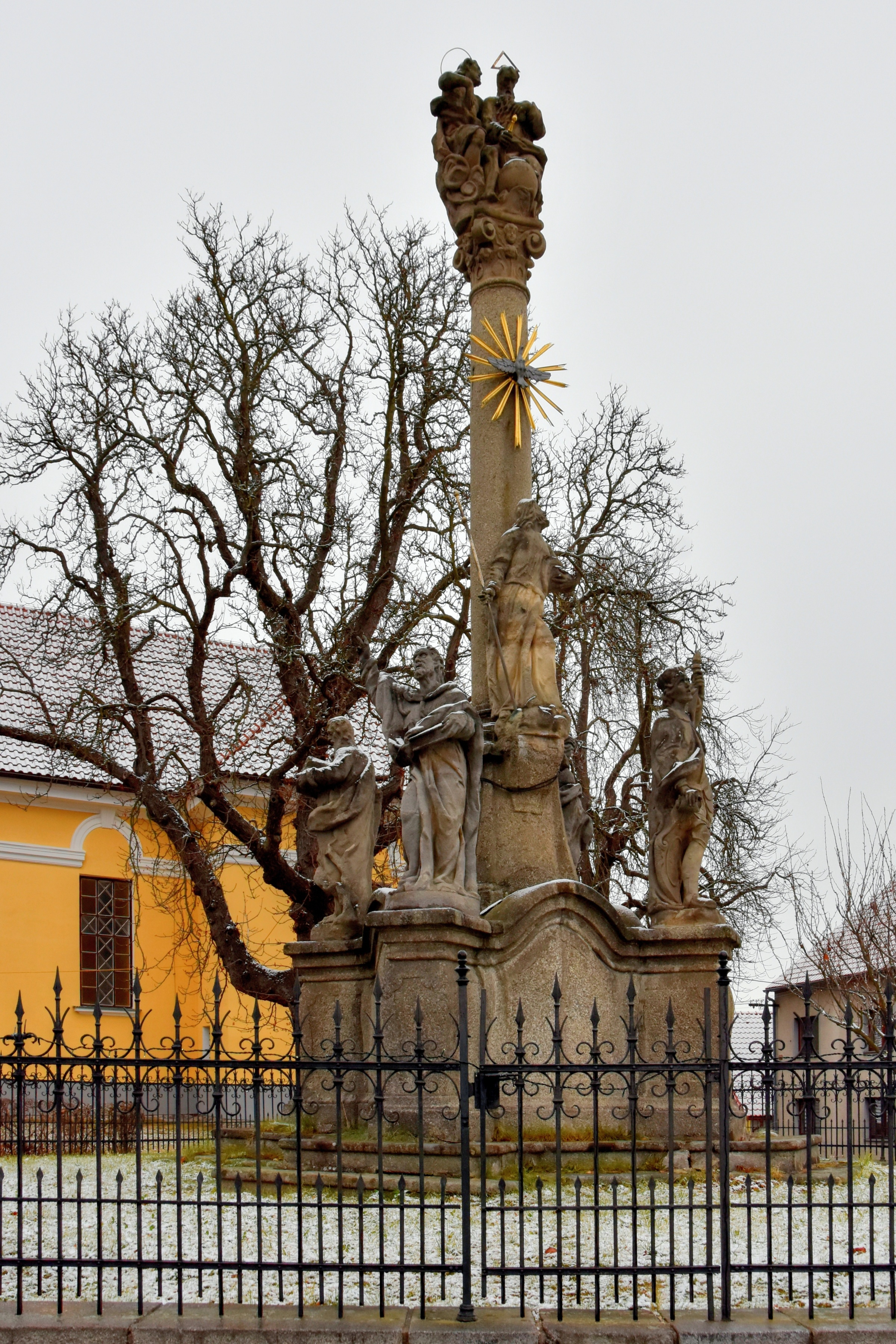